# توني بريتن
توني بريتن  (بالإنجليزية: Tony Britten)‏ ملحن بريطاني اشتهر بكتابته وتلحينه لـ نشيد دوري أبطال أوروبا عام 1992. تخرج من الكلية الملكية للموسيقى.

## روابط خارجية
- توني بريتن على موقع IMDb (الإنجليزية)
- توني بريتن على موقع ألو سيني (الفرنسية)
- توني بريتن على موقع ميوزك برينز (الإنجليزية)
- توني بريتن على موقع أول موفي (الإنجليزية)
- توني بريتن على موقع ديسكوغز (الإنجليزية)
- توني بريتن على موقع قاعدة بيانات الفيلم (الإنجليزية)
- توني بريتن على موقع كينوبويسك (الروسية)